# Мейзель, Иоганн-Георг
Иоганн-Георг Мейзель (нем. Johann Georg Meusel; 17 марта 1743, Эберн — 19 сентября 1820, Эрланген) — немецкий историк, библиограф
 и лексикограф, педагог, профессор университетов Эрфурта и Эрлангена.

## Биография
С 1764 года изучал историю и филологию в Гёттингенском университете, под руководством Христиана Готлиба Гейне, Иоганна Кристофа Гаттерера и Готфрида Ахенвалля и Кристиана Адольфа Клоца, за последним в 1766 году последовал в Университет Галле.
В 1768 году стал профессором истории в Университете Эрфурта, где его коллегами были Карл-Фридрих Бардт и Кристоф Мартин Виланд.
С 1779 года до смерти — профессор истории в Университете Эрлангена.

## Избранные работы
- Neueste Litteratur der Geschichtskunde (6 т., 1778-80)
- Miscellaneen artistischen Innhalts (1779-87)
- Bibliotheca historica (11 т., 1782—1804).
- Museum für Künstler und für Kunstliebhaber (1788-94)
- Das gelehrte Teutschland; oder, Lexikon der jetzlebenden teutschen Schriftsteller (5 изданий, 23 т.; 1796—1834)
- Leitfaden zur Geschichte der Gelehrsamkeit (3 части, 1799—1800)
- Lexikon der vom Jahr 1750 bis 1800 verstorbenen teutschen Schriftsteller (15 т., 1802-16)
- Lehrbuch der statistik (4 изд., 1817)